# Marat Jaqsılıqulı Äbïev
Marat Jaqsılıqulı Äbïev (in kazako Әбиев Марат Жақсылықұлы?; Qandyaǧaš, 6 settembre 1989) è un imprenditore e scrittore kazako.
Autore del libro Il sogno del Kazakistan, al novembre 2013 è il più giovane milionario kazako, secondo la rivista Forbes Kazakistan, con un patrimonio stimato in 11 milioni di dollari.
Sotto la direzione di Marat, coadiuvato da un team di giovani professionisti, gli asset minerari di trasporto furono valorizzati a tal punto che quasi il 80% delle aziende di estrazione del Kazakistan procedettero al loro acquisto.

## Biografia

### Famiglia
Il padre Abiyev Zhaksylyk Medihatovich si è laureato presso l'Istituto Politecnico del Kazakistan specializzandosi in "macchine e attrezzature dell'industria del petrolio e del gas". Ha lavorato presso la Aktobe petrolifera e la Motorman, presso la direzione nei lavori di perforazione della OUBR, come meccanico e caporeparto, presso la compagnia di trivellazione kazako-cinese "Velikaya stena" come caporeparto.
Il padre Abjet, negli ultimi anni della sua vita, ha lavorato come vicedirettore operativo presso l'impresa statale repubblicana "Ak Beren" con il grado di tenente colonnello. La madre si chiamava Abiyeva Tamara Asauhanovna ed era docente presso l'istituto superiore in "Architettura e strutture edilizie" e campionessa di scacchi della RSS kazaka.  La sorella Zhaksylyk Marzhangul Zhaksylykovna è una studentessa che frequenta l'Università di Diritto Umanitario del Kazakistan. Nel 1999, a causa della crisi economica, la famiglia di Abiyev si è trasferita nel capoluogo regionale di Aktobe.

### Formazione e carriera
Dopo il diploma si iscrive al College Cooperativo di Aktobe, dove nel 2009 si laurea, con la specializzazione in "Sistemi automatizzati per l'elaborazione dell'informazione e la gestione".  Nel 2002, inizia ad occuparsi di marketing di rete. Dal 2003 al 2005 ha fatto da producer per alcuni gruppi rap di Aktobe. Nel 2004 ha istituito la società "AAA Technology", specializzata in assistenza di computer e forniture per ufficio.
Dal 2007 Abiyev M. Z. si è messo in proprio aprendo due società : la «W» e la «IT-outsourcing». L'azienda «W»  si era specializzata nella creazione, nella progettazione e nella manutenzione di siti internet. Fu una delle prime aziende situate nella regione di Aktobe nel campo della prestazione di servizi e creazione dei siti internet.  Il web-studio «W» ha vinto il premio : «Migliore azienda nel settore dei servizi». L'azienda ha prestato servizio nel supporto completo e parziale del lavoro, oltre alla manutenzione e la modernizzazione delle infrastrutture di information technology delle società.
Nel 2009 Marat ha creato l'LLP "Euromobile Kazakhstan",azienda specializzata nella prestazione dei servizi di monitoraggio satellitare dei veicoli. Nel 2011, ha istituito l'LLP «Casa commerciale KSP Steel», azienda nata per incrementare il volume delle vendite di LLP «KSP Acciaio» - l'unico produttore di tubi in acciaio senza saldatura per le imprese di estrazione minerarie che operano nel settore del petrolio e del gas nella Repubblica del Kazakistan.
Grazie a LLP «Casa commerciale KSP Steel», le tubature del Kazakistan hanno iniziato ad essere adeguatamente valorizzate e riconosciute ed acquistate da quasi l'80% dalle imprese di estrazioni minerarie delle Repubblica del Kazakistan. In precedenza tali azienda acquistavano tali assets solo da fornitori esteri.
La «Casa commerciale KSP Steel» ha ottenuto premi meritati, come la medaglia «Il migliore nel settore dei prodotti», il diploma «Scegliamo il Kazako», la medaglia «Europa - Asia -. Cooperazione senza frontiere».
Nel 2012 fu avviata l'istituzione dell’ordine professionale «Associazione dei produttori del Kazakistan». La missione principale dell'Associazione è quello di "tutelare e promuovere i produttori nazionali."
Abiyev ha aperto società anche in Gran Bretagna e nella Federazione Russa, che si occupano della vendita dei beni, prodotti nel Kazakistan. Si occupa inoltre del commercio internazionale per la fornitura di metalli, cibo, e attrezzature mediche per la Repubblica islamica dell'Iran dalla Gran Bretagna, dalla Federazione Russa, dalla Turchia, dalla Repubblica Popolare Cinese e dalla Bielorussia.

## Patrimonio
Secondo la rivista Forbes Kazakistan, al novembre 2013 il patrimonio di Abiyeva Marat è stimato in 11 milioni di dollari.

## Riconoscimenti
- Il Business Portale Kapital.kz ha nominato Zhaksylykovich la persona del 2013.[3] Inoltre sono state nominate persone del 2013 Nursultan Nazarbayev, Grigory Marchenko, Keñes Raqyşev e Michael Lomtadze.

## Opere
- «Il sogno del Kazakhstan» (2013)